# Djurås
Djurås este un oraș în Suedia.

## Demografie
| \| Evoluția demografică a zonei urbane Djurås, 1970–2015 \| Evoluția demografică a zonei urbane Djurås, 1970–2015 \| Evoluția demografică a zonei urbane Djurås, 1970–2015 \| Evoluția demografică a zonei urbane Djurås, 1970–2015 \| Evoluția demografică a zonei urbane Djurås, 1970–2015 \| \| --------------------------------------------------------------------------------------- \| ----------------------------------------------------- \| ----------------------------------------------------- \| ----------------------------------------------------- \| ----------------------------------------------------- \| \| An \| \| \| Locuitori \| \| \| 1970 \| 1970 \| \| 716 \| 716 \| \| 1975 \| 1975 \| \| 1.126 \| 1.126 \| \| 1980 \| 1980 \| \| 1.200 \| 1.200 \| \| 1990 \| 1990 \| \| 1.115 \| 1.115 \| \| 1995 \| 1995 \| \| 1.251 \| 1.251 \| \| 2000 \| 2000 \| \| 1.190 \| 1.190 \| \| 2005 \| 2005 \| \| 1.253 \| 1.253 \| \| 2010 \| 2010 \| \| 1.278 \| 1.278 \| \| 2015 \| 2015 \| \| 2.128 \| 2.128 \| \| Sursa: SCB - Statistika Centralbyrån, Folkmängden per tätort. Vart femte år 1960 - 2016 \| \| \| \| \| |      |  |           |       |
| Evoluția demografică a zonei urbane Djurås, 1970–2015 |      |  |           |       |
| An |      |  | Locuitori |       |
| 1970 | 1970 |  | 716       | 716   |
| 1975 | 1975 |  | 1.126     | 1.126 |
| 1980 | 1980 |  | 1.200     | 1.200 |
| 1990 | 1990 |  | 1.115     | 1.115 |
| 1995 | 1995 |  | 1.251     | 1.251 |
| 2000 | 2000 |  | 1.190     | 1.190 |
| 2005 | 2005 |  | 1.253     | 1.253 |
| 2010 | 2010 |  | 1.278     | 1.278 |
| 2015 | 2015 |  | 2.128     | 2.128 |
| Sursa: SCB - Statistika Centralbyrån, Folkmängden per tätort. Vart femte år 1960 - 2016 |      |  |           |       |